# Maki Genryusai
Pour les articles homonymes, voir Maki.
Maki Genryusai (源柳斉 真紀, Genryūsai Maki) ou simplement Maki (マキ, Maki), est un personnage de l'univers Final Fight et de Street Fighter. Elle marque sa première apparition dans Final Fight 2 en tant que jeune sœur de la fiancée de Guy et l'un des personnages protagonistes du jeu. Comme Guy, elle pratique le ninjutsu et utilise plusieurs techniques similaires.
Dans la version originale, Maki est une ex-leader d'un gang de jeunes motards, mais a été censurée dans la version anglaise du jeu. La personnalité diffère selon la version du jeu, dans la version japonaise, Maki aime se battre et fait d'ailleurs partie d'un gang, dans la version américaine, elle déteste la violence. Maki apparait dans le jeu de combat Capcom vs. SNK 2: Mark of the Millennium 2001 et un peu plus tard dans le portage Street Fighter Zero 3 Upper,.
Niveau popularité, Maki a été classée en 1993 dans le « top 10 des combattants féminins » par le magazine de jeu vidéo Electronic Gaming Monthly. Dans un sondage réalisé par Capcom en 2002, Maki a été élue le 15e personnage de Street Fighter le plus populaire au Japon. En 2017, plus de 150 000 votes ont été enregistrés lors d'un sondage réalisé par Capcom, Maki y apparait à la 24e place.

## Apparitions
- 1993 - Final Fight 2
- 1996 - Sakura Ganbaru! (manga)
- 2001 - Street Fighter Zero 3 Upper
- 2001 - SNK vs. Capcom: Card Fighters 2
- 2006 - Street Fighter Alpha 3 Max
- 2006 - SVC: Card Fighters DS